# Microrregión del Seridó Occidental Paraibano
La microrregión del Seridó Occidental Paraibano es una de las microrregiones del estado brasileño de Paraíba perteneciente a la mesorregión Borborema. Su población fue estimada en 2006 por el IBGE en 37.163 habitantes y está dividida en seis municipios. Posee un área total de 1.738,436 km².

## Municipios
- Junco do Seridó
- Salgadinho
- Santa Luzia
- São José do Sabugi
- São Mamede
- Várzea

- Datos: Q2466929